# 2007年牙買加大選
2007年牙買加大選（英語：2007 Jamaican general election）於2007年9月3日舉行。2007年牙買加大選原定於2007年8月27日舉行，但由於颶風狄恩而推遲。初步結果表明，由布魯斯·戈爾丁 (Bruce Golding)領導的反對黨牙買加工黨(JLP)取得了勝利，在牙買加官方重新計票後，工黨從31個席位增加了兩個席位，增至33個席位。這代表牙買加在人民民族黨連續十八年的執政之後，由牙買加工黨擊敗了人民民族黨成為新的執政黨。